# Martina Stoessel
Martina Stoessel, conosciuta come Tini Stoessel o semplicemente come Tini (Buenos Aires, 21 marzo 1997), è una cantante e attrice argentina, divenuta famosa soprattutto per aver recitato come protagonista nella telenovela Violetta, nella quale interpreta l'omonimo personaggio.

## Biografia
Martina Stoessel nasce a Buenos Aires il 21 marzo 1997, figlia del produttore Alejandro Stoessel di origine svizzera  e di Mariana Muzlera di origine spagnola; ha un fratello maggiore di nome Francisco. Inizia la sua formazione artistica in giovane età studiando canto, pianoforte, commedia musicale, teatro musicale e danza.

### 2007-2011: Esordi
Nel 2007 ha recitato nella prima stagione della telenovela argentina giovanile Il mondo di Patty nei panni di Martina, una delle assistenti di Fito Bernardi, e, sempre nella stessa serie, nel 2008, nella seconda stagione, interpreta anche Anna da piccola, un'amica di Leandro incontrata in un bosco, in alcuni flashback. Nel 2011 partecipa alla stesura spagnola della canzone di Shannon Saunders chiamata Tu Resplandor, contenuta nell'album discografico Disney Princess: Fairy Tale Songs. Inoltre canta questa versione per l'evento finale di Disney Channel America Latina, Celebratón, del 31 dicembre 2011. La canzone viene in seguito inserita nella compilation correlata al programma e pubblicata nel marzo dell'anno successivo.

### 2012-2016: Il successo conVioletta
Nel 2012 ottiene il ruolo della protagonista nella serie Violetta, co-produzione televisiva tra America Latina, Europa, Medio Oriente e Africa, dove interpreta il personaggio di Violetta Castillo. Tini canta il brano apripista della serie pubblicato il 5 aprile 2012 e intitolato En mi mundo e anche la versione italiana Nel mio mondo, oltre a dare la sua voce per alcune canzoni negli album della serie. Per il ruolo in Violetta vince il premio come "Miglior rivelazione" all'edizione del 2012 dei Kids' Choice Awards Argentina e nello stesso anno viene candidata ai Nickelodeon Kids' Choice Awards nella categoria "Artista latinoamericano favorito".

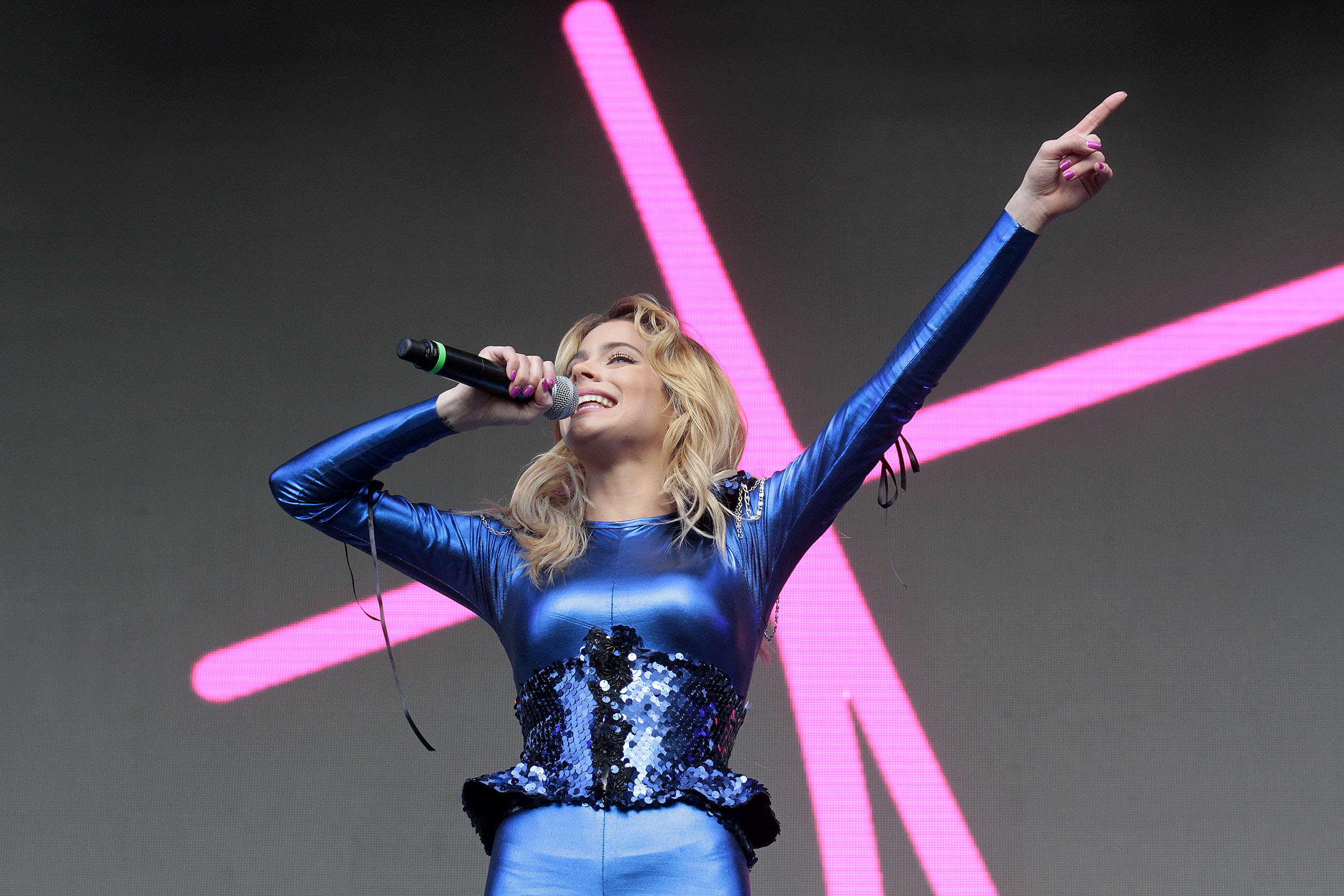
Martina Stoessel durante il concerto gratuito Juntada Tinista a Buenos Aires il 2 maggio 2014

Nel 2013 viene riconfermata nel ruolo di Violetta e come protagonista dello spettacolo teatrale ispirato alla serie; inoltre, doppia il personaggio di Carrie nella versione italiana del film Monsters University. Il 10 agosto 2013 si esibisce, insieme a parte del cast di Violetta, all'evento televisivo benefico dell'UNICEF Un sol para los chicos, dove interpreta le canzoni Ser mejor e En mi mundo. Ha avuto anche occasione di interpretare "Libre Soy" e “All’alba Sorgerò", versione per il pubblico argentino e spagnolo di Let It Go (interpretata in inglese da Demi Lovato) canzone principale del Classico Disney Frozen - Il regno di ghiaccio.
Il 12 maggio 2014 ha pubblicato un'autobiografia, Simplemente Tini, uscita in Italia con il titolo Semplicemente Tini. Il 31 dicembre dello stesso anno partecipa al programma di Rai 1 L'anno che verrà. Nel 2015 ha partecipato ad altri programmi televisivi italiani come Ballando con le stelle e Ti lascio una canzone. Nel 2016 è uscito in molti paesi, tra cui in Italia (12 maggio) il film Tini, la nuova vita di Violetta che vede ancora lei come protagonista e la partecipazione di alcuni membri del cast di Violetta. Il film è la continuazione della serie e mette in luce il cambiamento da Violetta alla star Tini; con il film esce anche il suo primo album musicale da solista, intitolato Tini.

### 2017-2018:Quiero volver
Il 12 ottobre 2017 esce il nuovo singolo Te Quiero Más. Il 6 aprile 2018 esce il singolo Princesa, in collaborazione con Karol G. Il 21 giugno esce Consejo de Amor, con il gruppo Morat. Il 3 agosto viene pubblicato il singolo Quiero Volver, in collaborazione con Sebastián Yatra. Compare nel remix della canzone La Cintura di Alvaro Soler, insieme a Flo Rida. e nel remix di Lo Malo di Aitana e Ana Guerra con Greeicy. A settembre annuncia il Quiero volver tour e l'evento speciale al Luna Park di Buenos Aires, previsto per il dicembre dello stesso anno. Il 12 ottobre 2018 esce il suo secondo album da solista, intitolato Quiero Volver. Sempre nel 2018 ha preso parte come giurata nel programma La Voz Argentina.

### 2019-2020:Quiero volver toureTini Tini Tini
Il 3 maggio 2019 ha pubblicato il singolo 22, in collaborazione con Greeicy. Il 26 Luglio 2019 ha pubblicato il singolo Suéltate El Pelo, mentre il 6 settembre 2019 ha pubblicato il singolo Fresa, in collaborazione con Lalo Ebratt. L'11 ottobre dello stesso anno pubblica il singolo Oye, in collaborazione con Sebastián Yatra. Il 20 dicembre pubblica Diciembre, presentata in anteprima durante i concerti al Luna Park di Buenos Aires durante il Quiero volver tour.
Il 10 gennaio 2020 pubblica Recuerdo in collaborazione con Mau y Ricky. Tra febbraio e marzo continua il suo Quiero volver tour in Europa e il 25 marzo viene pubblicato il singolo Ya no me llames di Ovy On The Drums, in featuring con Tini. Il 5 giugno 2020 viene pubblicato Bésame (I Need You), singolo di R3hab in collaborazione con Tini e Reik. Il 15 luglio 2020 viene pubblicato Ella Dice, singolo che vede la presenza del rapper argentino Khea. Il 3 settembre dello stesso anno viene distribuito il remix di High, canzone di María Becerra che vede la presenza di Tini e Lola Índigo. Il 25 settembre pubblica il singolo Duele insieme a John C. Il 29 ottobre, invece, pubblica il singolo Un Beso en Madrid con Alejandro Sanz. Il 16 novembre rivela con un post sui suoi profili social titolo, copertina e data di uscita del terzo album in studio, Tini Tini Tini, pubblicato il successivo 3 dicembre 2020.

### 2021-presente:Cupido, Un mechón de pelo, FUTTTURA
Il 24 aprile 2021, dopo quasi cinque mesi dall'album in studio, Tini Tini Tini, la cantante annuncia il ritorno sulle scene musicali con il nuovo singolo, Miénteme, in collaborazione con Maria Becerra, la cui uscita è prevista per il 29 aprile. Seguono il remix della canzone 2:50 del gruppo MYA con Duki, il singolo La Niña De La Escuela con Lola Indigo e Belinda. Ad agosto, esce il secondo singolo estratto dal quarto album, Maldita Foto, con Manuel Turizo. Nel mese di settembre esce la collaborazione con Danny Ocean, Tú no me conoces. Nel mese di novembre, invece, esce il terzo singolo estratto dal quarto album, Bar, con L-Gante.
Inoltre, Tini annuncia un concerto-evento, previso per il 21 marzo 2022 all'Hipódromo di Buenos Aires, che segna l'inizio della nuova tournée mondiale, Tini Tour 2022. In seguito, l'inizio del tour viene posticipato a maggio 2022. A dicembre, viene messo in commercio il singolo promozionale Aquí Estoy, mentre il 16 febbraio 2022 viene pubblicato Fantasi, con Beéle, il quarto singolo estratto dall'album in studio di prossima uscita. Il 5 maggio successivo esce il singolo La Triple T, seguito dal singolo promozionale, Carne y Hueso, che viene pubblicato il 19 maggio. A luglio, viene pubblicato il singolo, La Loto, che vanta dei featuring di Anitta e Becky G. Sempre nel periodo estivo, vengono pubblicate le collaborazioni con Christina Aguilera nel singolo Suéltame, Un reel con Ozuna, e il remix di La ducha con Elena Rose, Maria Becerra, Becky G e Greeicy. A settembre esce El último beso, in collaborazione col cantante argentino Tiago PZK. A gennaio 2023, viene pubblicato Muñecas, con il featuring di La Joaqui e prodotto da Steve Aoki. Il 27 gennaio, viene pubblicato il featuring con Christian Nodal, dal titolo Por el resto de tu vida. In seguito, viene annunciato il titolo del quarto album in studio della cantante, Cupido,  uscito il 17 febbraio, anticipato dall'omonimo singolo pubblicato, invece, il 14 febbraio.
L'11 aprile 2024 rilascia il suo quinto album in studio, Un mechón de pelo. A dicembre dello stesso anno, invece, rilascia El cielo, primo singolo che anticipa il sesto album di prossima uscita. Ad aprile 2025, la cantante annuncia FUTTTURA, il suo primo festival musicale che si terrà a Buenos Aires nell'ottobre successivo.

## Filmografia

### Cinema
- Tini - La nuova vita di Violetta (Tini: El gran cambio de Violetta), regia di Juan Pablo Buscarini (2016)

### Televisione
- Il mondo di Patty (Patito Feo) – serie TV, 134 episodi (2007-2008)
- Violetta – serie TV, 240 episodi (2012-2015)
- Violetta: The Journey, regia di Christian Biondani – film TV (2015)
- Soy Luna – serie TV, episodi 2x40-2x41 (2017)
- Five Stars (Las Estrellas) – serie TV, episodio 1x07 (2017)
- Quebranto – serie TV, 6 episodi (2025)

### Doppiatrice
- Monsters University, regia di Dan Scanlon (2013) – doppiaggio italiano
- Pupazzi alla riscossa (UglyDolls), regia di Kelly Asbury (2019) – doppiaggio spagnolo

### Programmi televisivi
- La Voz Argentina (2018) – giudice
- Susana Giménez (2019) – giudice
- La Voz España (2020) – assistente

## Discografia

### Da solista

#### Album in studio
- 2016 – Tini
- 2018 – Quiero volver
- 2020 – Tini Tini Tini
- 2023 – Cupido
- 2024 – Un mechón de pelo

#### Album dal vivo
- 2024 – Un mechón de pelo (en vivo)

#### Singoli
- 2016 – Siempre brillaras/Born to Shine
- 2016 – Losing the Love
- 2016 – Great Escape
- 2016 – Got Me Started
- 2017 – Ya no hay nadie que nos pare (feat. Sebastián Yatra)
- 2017 – Si tú te vas
- 2017 – Te quiero más (con Nacho)
- 2018 – Princesa (con Karol G)
- 2018 – Consejo de amor (feat. Morat)
- 2018 – Quiero volver (con Sebastián Yatra)
- 2018 – Por qué te vas (con Cali y el Dandee)
- 2019 – 22 (con Greeicy)
- 2019 – Suéltate el pelo
- 2019 – Fresa (con Lalo Ebratt)
- 2019 – Oye (con Sebastián Yatra)
- 2019 – Diciembre
- 2020 – Recuerdo (con Mau y Ricky)
- 2020 – Ella dice (con Khea)
- 2020 – Duele (con John C)
- 2020 – Un beso en Madrid (con Alejandro Sanz)
- 2020 – Te olvidaré
- 2021 – Miénteme (con María Becerra)
- 2021 – Maldita foto (con Manuel Turizo)
- 2021 – Bar (con L-Gante)
- 2021 – Aquí estoy
- 2022 – Fantasi (con Beéle)
- 2022 – La triple t
- 2022 – Carne y hueso
- 2022 – Suéltame (con Christina Aguilera)
- 2022 – La loto (con Becky G e Anitta)
- 2022 – El último beso (con Tiago PZK)
- 2022 – La ducha (con Elena Rose, María Becerra, Greeicy e Becky G)
- 2023 – Muñecas (con La Joaqui e Steve Aoki)
- 2023 – Por el resto de tu vida (con Christian Nodal)
- 2023 – Cupido
- 2023 – Me enteré (con Tiago PZK)
- 2023 – Lágrimas (con BM e Big One)
- 2023 – La original (con Emilia)
- 2024 – Pa
- 2024 – Posta
- 2024 – Buenos Aires
- 2024 – El cielo
- 2025 – Lo que me causa (con Milo J)
- 2025 – Blackout (con Emilia e Nicki Nicole)
- 2025 – Me Gusta (con i Miranda!)
- 2025 – Universidad (con Beéle)
- 2025 – De Papel

#### Collaborazioni
- 2017 – Todo es posible (David Bisbal feat. Tini)
- 2017 – It's a Lie  (The Vamps con Tini)
- 2017 – Lights Down Low (Latin Mix) (MAX feat. Tini)
- 2018 – La cintura (Remix) (Álvaro Soler feat. Flo Rida, Tini)
- 2018 – Lo malo (Remix) (Aitana, Ana Guerra feat. Greeicy, Tini)
- 2019 – Sad Song (Alesso feat. Tini)
- 2020 – Ya no me llames (Ovy on the Drums con Tini)
- 2020 – Bésame (I Need You) (R3hab con Tini, Reik)
- 2020 – High (Remix) (María Becerra con Tini, Lola Índigo)
- 2021 – 2:50 Remix (MYA, Tini, Duki)
- 2021 – La niña de la escuela (Lola Índigo, Tini, Belinda)
- 2021 – Tú no me conoces (Danny Ocean feat. Tini)
- 2022 – Suéltame (Christina Aguilera feat. Tini)
- 2024 – Agua (Ca7riel y Paco Amoroso feat. Tini)
- 2024 – We Pray (Coldplay feat. Little Simz, Burna Boy, Elyanna & Tini)

### Con Violetta

#### Colonne sonore
- 2012 – Violetta (Walt Disney Records)
- 2012 – Cantar es lo que soy (Walt Disney Records)
- 2013 – Hoy somos más (Walt Disney Records)
- 2014 – Violetta en vivo (Walt Disney Records)
- 2014 – Violetta - Gira mi canción (Walt Disney Records)
- 2015 – Crecimos juntos (Walt Disney Records)

In Italia
- 2012 – Violetta: La musica è il mio mondo (Walt Disney Records)
- 2013 – Hoy somos más (Walt Disney Records)
- 2013 – Violetta - Il concerto (Walt Disney Records)
- 2014 – Violetta: En Gira (Walt Disney Records)
- 2015 – Crecimos juntos (Walt Disney Records)

## Tournée

### Da solista
- 2017/18 – Got Me Started Tour
- 2018/20 – Quiero volver tour
- 2022/23 – Tini Tour 2022/23
- 2025 – FUTTTURA

#### Residency show
- 2024 – Tini presenta: un mechón de pelo

### Con Violetta
- 2013/14 – Violetta - Il concerto
- 2015 – Violetta Live

## Riconoscimenti
- Nickelodeon Kids' Choice Awards Argentina
  - 2012 – Artista rivelazione per Violetta[40]
  - 2013 – Candidatura all'attrice preferita per Violetta[41]
- Premio Martín Fierro
  - 2013 – Artista rivelazione per Violetta[42]
- E! Awards
  - 2013 – Candidatura alla celebrità argentina dell'anno[43]
- Premio TKM
  - 2013 – Candidatura alla cantante femminile TKM[44]
  - 2013 – Candidatura all'attrice nazionale TKM per Violetta[44]
  - 2013 – Candidatura alla coppia TKM con Peter Lanzani[44]
- Nickelodeon Kids' Choice Awards
  - 2013 – Candidatura all'artista latino preferito per Violetta[12]
- Meus Prêmios Nick
  - 2014 – Candidatura all'artista televisiva per Violetta[45][46]
- Nickelodeon Kids' Choice Awards Colombia
  - 2014 – Attrice preferita per Violetta'[47]
- Nickelodeon Kids' Choice Awards Messico
  - 2014 – Candidatura all'attrice preferita per Violetta[48]
  - 2014 – Candidatura al selfie preferito[49]
  - 2015 – Candidatura all'attrice preferita per Violetta[50]
- MTV Europe Music Awards
  - 2018 – Candidatura alla miglior artista dell'America del Sud
  - 2019 – Candidatura alla miglior artista dell'America del Sud[51]
  - 2020 – Candidatura alla miglior artista dell'America del Sud[52]
  - 2021 – Miglior artista dell'America del Sud
  - 2022 – Miglior artista dell'America del Sud
- MTV Millennial Awards
  - 2021 – Artista argentina
- Premio Lo Nuestro
  - 2024 – Candidatura all'artista femminile Pop dell'anno
  - 2024 – Album dell'anno Urban/Pop per Cupido
  - 2024 – Candidatura alla colaboración del año - Pop/Urbano La loto (con Becky G e Anitta)

## Doppiatrici italiane
Nelle versioni in italiano delle opere in cui ha recitato, Martina Stoessel è stata doppiata da:
- Emanuela Ionica in Violetta, Tini - La nuova vita di Violetta, Soy Luna